# Сабатия угловатая
Сабатия угловатая (лат. Sabatia angularis) — однолетнее травянистое растение, распространённое на востоке и юго-востоке США; вид рода Сабатия семейства Горечавковые.

## Описание
Сабатия угловатая — травянистое растение с супротивными, яйцевидными до продолговато-яйцевидных, в разной степени заострёнными листьями. Цветки одиночные, в многоцветковых метельчатых соцветиях. Венчик ярко-розовый, иногда белый, с зелёным пятном в центре, с 8—12 лопастями.
Холодостойкость — до −15 °C. Цветёт с июля по август с ярко-розовыми цветками.

## Распространение
Растения этого вида распространены на востоке и юго-востоке США.